# Jerzy Dołhan
Jerzy Dołhan (* 30. September 1964) ist ein ehemaliger polnischer Badmintonspieler.

## Sportliche Karriere
1981 gewann Dołhan seinen ersten Titel bei den Polnischen Einzelmeisterschaften im Mixed mit Ewa Rusznica. Im Herrendoppel wurde er in der gleichen Saison Dritter mit Krzysztof Bruchwalski. 1983 gewann er erneut den Mixedtitel, diesmal jedoch gemeinsam mit Ausnahmetalent Bożena Wojtkowska. 1984 erkämpfte er sich seinen ersten Doppeltitel.
International war Jerzy Dołhan Stammgast in der DDR beim Werner-Seelenbinder-Turnier. Er gewann auch die Internationalen Meisterschaften von Bulgarien, Ungarn, Polen und Österreich.

## Sportliche Erfolge
| Saison    | Veranstaltung                                          | Disziplin    | Platz | Name                                                                    |
| --------- | ------------------------------------------------------ | ------------ | ----- | ----------------------------------------------------------------------- |
| 1981      | Polnische Einzelmeisterschaften                        | Mixed        | 1     | Jerzy Dołhan / Ewa Rusznica (Technik Głubczyce)                         |
| 1981      | Polnische Einzelmeisterschaften                        | Herrendoppel | 3     | Krzysztof Bruchwalski / Jerzy Dołhan (Start Gdynia / Technik Głubczyce) |
| 1982      | Polnische Meisterschaften der Junioren                 | Mixed        | 3     | Jerzy Dołhan / Bożena Siemieniec                                        |
| 1982      | Polnische Einzelmeisterschaften                        | Herreneinzel | 3     | Jerzy Dołhan (Technik Głubczyce)                                        |
| 1982      | Polnische Einzelmeisterschaften                        | Herrendoppel | 2     | Kazimierz Ciuryś / Stanisław Rosko (Technik Głubczyce)                  |
| 1982      | Polnische Einzelmeisterschaften                        | Mixed        | 1     | Jerzy Dołhan / Bożena Wojtkowska (Technik Głubczyce)                    |
| 1982      | Polnische Meisterschaften der Junioren                 | Herreneinzel | 1     | Jerzy Dołhan                                                            |
| 1982      | Polnische Meisterschaften der Junioren                 | Herrendoppel | 1     | Jerzy Dołhan / Grzegorz Olchowik                                        |
| 1983      | Polnische Meisterschaften der Junioren                 | Herrendoppel | 1     | Jerzy Dołhan / Grzegorz Olchowik                                        |
| 1983      | Polnische Einzelmeisterschaften                        | Herrendoppel | 1     | Jerzy Dołhan / Grzegorz Olchowik (Technik Głubczyce)                    |
| 1983      | Polnische Einzelmeisterschaften                        | Mixed        | 3     | Jerzy Dołhan / Ewa Rusznica (Technik Głubczyce)                         |
| 1983/1984 | DDR: Internationales Werner-Seelenbinder-Gedenkturnier | Herrendoppel | 1     | Jerzy Dołhan / Grzegorz Olchowik                                        |
| 1984      | Polnische Einzelmeisterschaften                        | Herrendoppel | 1     | Jerzy Dołhan / Grzegorz Olchowik (Technik Głubczyce)                    |
| 1984      | Polnische Einzelmeisterschaften                        | Mixed        | 2     | Jerzy Dołhan / Bożena Siemieniec (Technik Głubczyce)                    |
| 1984      | Polnische Einzelmeisterschaften                        | Herreneinzel | 2     | Jerzy Dołhan (Technik Głubczyce)                                        |
| 1985      | Polnische Einzelmeisterschaften                        | Herrendoppel | 1     | Jerzy Dołhan / Grzegorz Olchowik (Technik Głubczyce)                    |
| 1985      | Polnische Einzelmeisterschaften                        | Mixed        | 1     | Jerzy Dołhan / Ewa Wilman (Technik Głubczyce)                           |
| 1985      | Polnische Einzelmeisterschaften                        | Herreneinzel | 2     | Jerzy Dołhan (Technik Głubczyce)                                        |
| 1985/1986 | DDR: Internationales Werner-Seelenbinder-Gedenkturnier | Herrendoppel | 1     | Jerzy Dołhan / Grzegorz Olchowik                                        |
| 1986      | Polnische Einzelmeisterschaften                        | Herreneinzel | 2     | Jerzy Dołhan (Technik Głubczyce)                                        |
| 1986      | Polnische Einzelmeisterschaften                        | Herrendoppel | 1     | Jerzy Dołhan / Grzegorz Olchowik (Technik Głubczyce)                    |
| 1986      | Polnische Einzelmeisterschaften                        | Mixed        | 1     | Jerzy Dołhan / Ewa Wilman (Technik Głubczyce)                           |
| 1987      | Ungarn: Internationale Meisterschaften                 | Herrendoppel | 1     | Jerzy Dołhan / Grzegorz Olchowik                                        |
| 1987      | Ungarn: Internationale Meisterschaften                 | Mixed        | 1     | Jerzy Dołhan / Bożena Haracz                                            |
| 1987      | Polnische Einzelmeisterschaften                        | Herrendoppel | 1     | Jerzy Dołhan / Grzegorz Olchowik (Technik Głubczyce)                    |
| 1987      | Polnische Einzelmeisterschaften                        | Mixed        | 1     | Jerzy Dołhan / Bożena Haracz (Technik Głubczyce)                        |
| 1987      | Polnische Einzelmeisterschaften                        | Herreneinzel | 1     | Jerzy Dołhan (Technik Głubczyce)                                        |
| 1988      | Polnische Einzelmeisterschaften                        | Herrendoppel | 1     | Jerzy Dołhan / Grzegorz Olchowik (Technik Głubczyce)                    |
| 1988      | Polnische Einzelmeisterschaften                        | Herreneinzel | 1     | Jerzy Dołhan (Technik Głubczyce)                                        |
| 1988      | Polnische Einzelmeisterschaften                        | Mixed        | 1     | Jerzy Dołhan / Bożena Haracz (Technik Głubczyce)                        |
| 1989      | Bulgarien: Internationale Meisterschaften              | Mixed        | 1     | Jerzy Dołhan / Bożena Haracz                                            |
| 1988      | Ungarn: Internationale Meisterschaften                 | Mixed        | 1     | Jerzy Dołhan / Marzena Masiuk                                           |
| 1988      | Österreich: Internationale Meisterschaften             | Mixed        | 1     | Jerzy Dołhan / Bożena Haracz                                            |
| 1989      | Polnische Einzelmeisterschaften                        | Herrendoppel | 1     | Jerzy Dołhan / Jacek Hankiewicz (Technik Głubczyce / Kolejarz Katowice) |
| 1989      | Polnische Einzelmeisterschaften                        | Mixed        | 1     | Jerzy Dołhan / Bożena Haracz (Technik Głubczyce)                        |
| 1989      | Polnische Einzelmeisterschaften                        | Herreneinzel | 2     | Jerzy Dołhan (Technik Głubczyce)                                        |
| 1990      | Polnische Einzelmeisterschaften                        | Herrendoppel | 1     | Jerzy Dołhan / Jacek Hankiewicz (Technik Głubczyce / Polonez Warszawa)  |
| 1990      | Polnische Einzelmeisterschaften                        | Mixed        | 1     | Jerzy Dołhan / Bożena Haracz (Technik Głubczyce)                        |
| 1991      | Polnische Einzelmeisterschaften                        | Herrendoppel | 1     | Jerzy Dołhan / Jacek Hankiewicz (Technik Głubczyce / Polonez Warszawa)  |
| 1991      | Polnische Einzelmeisterschaften                        | Mixed        | 1     | Jerzy Dołhan / Bożena Haracz (Technik Głubczyce)                        |
| 1991      | Österreich: Internationale Meisterschaften             | Mixed        | 2     | Jerzy Dołhan / Bożena Haracz                                            |
| 1991      | Swiss Open                                             | Mixed        | 3     | Jerzy Dołhan / Bożena Haracz                                            |
| 1992      | Swiss Open                                             | Mixed        | 3     | Jerzy Dołhan / Bożena Haracz                                            |
| 1992      | Polnische Einzelmeisterschaften                        | Herrendoppel | 1     | Jerzy Dołhan / Jacek Hankiewicz (Technik Głubczyce / Polonez Warszawa)  |
| 1992      | Polnische Einzelmeisterschaften                        | Mixed        | 1     | Jerzy Dołhan / Bożena Haracz (Technik Głubczyce)                        |
| 1993      | Polnische Einzelmeisterschaften                        | Mixed        | 1     | Jerzy Dołhan / Bożena Haracz (Technik Głubczyce)                        |
| 1994      | Polnische Einzelmeisterschaften                        | Mixed        | 3     | Jerzy Dołhan / Katarzyna Kaczmar (Technik Głubczyce)                    |
| 1994      | Polnische Einzelmeisterschaften                        | Herrendoppel | 1     | Jerzy Dołhan / Damian Pławecki (Technik Głubczyce / Azs Warszawa)       |
| 1995      | Polnische Einzelmeisterschaften                        | Herrendoppel | 1     | Jerzy Dołhan / Damian Pławecki (Technik Głubczyce)                      |
| 1995      | Polnische Einzelmeisterschaften                        | Mixed        | 1     | Jerzy Dołhan / Bożena Haracz (Technik Głubczyce)                        |
| 1997      | Polnische Einzelmeisterschaften                        | Mixed        | 2     | Jerzy Dołhan / Bożena Haracz (Technik Głubczyce / Azs Pś Gliwice)       |
| 1997      | Polnische Einzelmeisterschaften                        | Herrendoppel | 1     | Jerzy Dołhan / Damian Pławecki (Technik Głubczyce)                      |
| 1998      | Polnische Einzelmeisterschaften                        | Herrendoppel | 2     | Jerzy Dołhan / Jacek Hankiewicz (Zremb Solec Kuj. / Azs Kraków)         |
| 1998      | Polnische Einzelmeisterschaften                        | Mixed        | 2     | Jerzy Dołhan / Bożena Haracz (Zremb Solec Kuj. / Technik Głubczyce)     |
| 1999      | Polnische Einzelmeisterschaften                        | Mixed        | 3     | Jerzy Dołhan / Bożena Haracz (Technik Głubczyce)                        |
| 1999      | Polnische Einzelmeisterschaften                        | Herrendoppel | 2     | Jerzy Dołhan / Jacek Hankiewicz (Technik Głubczyce / Azs Kraków)        |
| 2006      | Senioren-Europameisterschaft 40+                       | Herrendoppel | 1     | Jerzy Dołhan / Jacek Hankiewicz                                         |
| 2006      | Senioren-Europameisterschaft 40+                       | Mixed        | 2     | Jerzy Dołhan / Bożena Haracz                                            |